# Puerto Parra (ort)
Puerto Parra är en ort i Colombia.   Den ligger i departementet Santander, i den centrala delen av landet, 230 km norr om huvudstaden Bogotá. Puerto Parra ligger 96 meter över havet och antalet invånare är 1 448.
Terrängen runt Puerto Parra är platt. Runt Puerto Parra är det mycket glesbefolkat, med 6 invånare per kvadratkilometer. Det finns inga andra samhällen i närheten. I omgivningarna runt Puerto Parra växer i huvudsak städsegrön lövskog.